# Шалимівка
Шалимі́вка — село в Україні, у Середино-Будській міській громаді Шосткинського району Сумської області. Населення становить 32 особи. До 2020 орган місцевого самоврядування — Середино-Будська міська рада.

## Географія
Село Шалимівка знаходиться на правому березі річки Знобівка, вище за течією на відстані 6 км розташоване село Рожковичі, нижче за течією на відстані 2 км розташоване село Ромашкове. Поруч проходить залізниця, зупинний пункт Шалимівка за 1,5 км.

## Назва
Свою назву Шалимівка запозичила від прізвища братів Шалімових — Федора, Якима та Івана.

## Символіка
На гербі на червоному тлі зображена біла шаль, що вказує на назву населеного пункту (герб є промовистим). Внизу зображений колесо водяного млина — це млин на річці Знобівка, який поклав початок заселенню села. Золотий козацький хрест символізує другого власника млина — козака Михайла Левонова.

## Історія
За переказами, записаними в ході Генерального слідства про маєтності Ніжинського полку 1729—1730 рр., початок заснуванню Шалимівкі поклав млин, який в 1672—1687 рр. побудували на річці Знобівка священик села Галичья Севського повіту і житель села Ситного того ж повіту Гавриїл Збій. Через кілька років після закінчення будівництва млина вони продали її козаку з Середини-Буди Михайлу Левонову, який поселив поряд з нею хутір, а потім продав його разом з млином дворянам міста Севська — братам Федору, Якиму та Івану Шалімовим.
Через якийсь час брати Шалімови перепродали млин з хутором Івану Мазепі «і вже при ньому на місці хутора була поселена слобідка Шалимівка, до якої була приєднана частина земель Порохоні, Середини-Буди і Ромашкова».
Після втечі Івана Мазепи Шалимівка була включена до складу Ямпільської волості і 9 липня 1709 надана разом з нею сподвижникові Петра I генерал-фельдмаршалу О. Д. Меньшикову. На той час вона була невеликим населеним пунктом, і в 1723 році нараховувала 2 «ґрунтових» і 4 «убогих» двори.
У володінні Меньшикова Шалимівка перебувала до 8 квітня 1728 року, після чого була «відписана Його Імператорській Величності». 11 липня 1740 імператриця Анна Іоанівна звеліла організувати в Україні кінний завод і передала йому в повне ведення раніше приналежні князю Меньшикову «міста Батурин і Ямпіль, з усіма до них закріпленими містечками, слободами, селами». Серед них, ймовірно, була і Шалимівка. Проте точних вказівок на це ми не знайшли.
Після ліквідації кінного заводу Шалимівка була повернута її Імператорській Величності і 10 листопада 1764 року надана нею разом з іншими населеними пунктами Ямпільської волості у вічне і спадкове володіння дійсному таємному раднику Івану Івановичу Неплюєву «за його довготривалу і бездоганну службу, а особливо за вчинене їм в Оренбурзі знатне прирощення державних доходів».
У володінні І. І. Неплюєва Шалимівка перебувала до його смерті, яка настала 11 листопада 1773 року, після чого перейшла у спадок до його сина — таємного радника і сенатора Миколи Івановича Неплюєва (12.05.1731 — 24.05.1784). На момент опису Новгород-Сіверського намісництва (1779—1781 рр.) за ним у Шалимівці значилося 12 дворів, 12 хат і 3 бездворові хати. У них проживали 16 обивателів зі своїми сім'ями, більшість з яких займалися сільським господарством, вирощуванням конопель, зернових та інших сільськогосподарських культур.
Після смерті Н. І. Неплюєва Шалимівку успадкував його старший син — таємний радник Іван Миколайович Неплюєв (26.03.1750 — 6.07.1823), а після нього його син — полковник Іван Іванович Неплюєв.
26 жовтня 1858 році І. І. Неплюєв помер. Після його смерті Шалимівка перейшла у спадок до його сина — таємного радника Миколи Івановича Неплюєва (30.10.1825 — 17.01.1890), предводителя дворянства Чернігівської губернії з 1872 по 1890 рр. а від нього — до його сина Миколи Миколайовича Неплюєва (11.09.1851 — 21.01.1908), відомому громадського і релігійного діяча Росії, автора понад тридцять окремо виданих праць богословського, релігійно-публіцистичного та педагогічного напрямків, які увійшли до 5 — томника «Повне зібрання творів» Неплюєва (СПб., 1901—1908).
Наприкінці XIX століття Микола Миколайович організував у селі Воздвиженське Глухівського повіту Чернігівської губернії (нині — Ямпільського району Сумської області) Хрестовоздвиженське православне трудове братство, а 29 грудня 1901 року подарував йому велику частину свого нерухомого майна, в тому числі 16435 десятин землі, серед яких, ймовірно, були і землі Шалимівки.
На момент опису Новгород-Сіверського намісництва 1779—1781 рр. в Шалимівці функціонувала дерев'яна православна церква, яка була зведена не пізніше 1750 року. Однак вона проіснувала недовго і до кінця XVIII століття була закрита.
12 червня 2020 року, відповідно до Розпорядження Кабінету Міністрів України № 723-р «Про визначення адміністративних центрів та затвердження територій територіальних громад Сумської області» увійшло до складу Середино-Будської міської громади.
19 липня 2020 року, в результаті адміністративно-територіальної реформи та ліквідації Середино-Будського району, село увійшло до Шосткинського району.
29 липня 2024 року населений пункт вчергове обстріляли російські війська. Зафіксовано 5 вибухів, ймовірно міномет 120 мм.